# Ricardo Alexandre Martins Soares Pereira
Ricardo Alexandre Martins Soares Pereira OIH, conhecido simplesmente como Ricardo  (Montijo, 11 de fevereiro de 1976), é um ex-futebolista português que atuava como guarda-redes. Representou a Seleção Portuguesa por 79 vezes.

## Carreira
Em 94/95 começou a sua carreira no clube da sua cidade, o Clube Desportivo Montijo, que se encontrava na II divisão B. Ricardo começou a sua carreira como centroavante, tendo mais tarde, nesse mesmo clube, ocupado a posição de guarda-redes. Fez 18 jogos a contar para o campeonato enquanto lá estava mas depois foi transferido para a I divisão onde jogou no Boavista.
A sua estreia no clube, e consequentemente na I divisão, foi no jogo Boavista - Belenenses (1-1) que se realizou no dia 2 de fevereiro de 1997. É também importante salientar que o guarda-redes jogou todo o jogo não tendo qualquer espécie de lesão.
No mesmo ano Ricardo ganhava o seu primeiro título como jogador: o Boavista tinha conquistado a Taça de Portugal e um ano depois, em 1997/1998, é conquistada a Supertaça de Portugal.
Sempre muito acarinhado pelos adeptos, foi determinante na conquista do primeiro campeonato boavisteiro (em 2000/01) e depois também na caminhada europeia que em 2003 levou o Boavista às meias finais da Taça UEFA.
Na temporada 2003/2004 Ricardo transferiu-se para o Sporting. No clube de Alvalade, Ricardo,chegou como um grande guarda-redes e titular da seleção nacional, apesar  das boas épocas faltou  mais titulos pelo Sporting. Na época  2004/2005 chegou  a final da taça  UEFA  e disputou o campeonato até  a última  jornada, perdendo de forma  controversa. Na época  2005/06, devido as suas grandes exibições, Ricardo  foi considerado o 7°melhor guarda redes do mundo, mas novamente  os títulos  fugiam apesar de estarem tão  perto de os conquistar. Finalmente, em 2006/07, venceu um título pelo Sporting, a taça  de Portugal, ficando  a um ponto  de vencer o campeonato. Foi  capitão entre 2005 e 2007.
Depois de se transferir do Sporting Clube de Portugal para o Betis de Sevilha, Ricardo passou a ser pouco utilizado.
Como consequência, Ricardo transferiu-se em 2010-2011 no mercado de Inverno para o Leicester da segunda divisão inglesa.
Em agosto de 2011, Ricardo regressou ao campeonato português ao assinar contrato com o Vitória de Setúbal.
No início da época de 2012, Ricardo deixou o clube de Setúbal e vai jogar para o clube de Olhão (Olhanense).

## Seleção
Ricardo estreou-se pela seleção  em 2001. Era o favorito para  ser o titular no Mundial de 2002 na Coreia/Japão, visto ter sido  ele o guarda redes que fez a maioria  dos jogos de apuramento. No entanto foi substituído  por Vitor  Baía que tinha estado lesionado  nessa época  e nem era titular  no seu clube.  Em 2003 com a chegada de Luiz Filipe Scolari  Ricardo  passou a ser o titular indiscutível   da seleção  portuguesa. Ficou célebre por ter defendido, sem luvas, um pênalti no desempate das quartas de final da Euro 2004 realizada em Portugal, onde a sua equipa jogou com a Inglaterra, tendo posteriormente sido o marcador da última grande penalidade, que qualificou a seleção portuguesa para as meias-finais da prova.
No dia 5 de julho de 2004, foi feito Oficial da Ordem do Infante D. Henrique.
No Copa do Mundo de 2006, defendeu três pênaltis contra a Inglaterra, colocando a Seleção Portuguesa entre as 4 melhores equipas do Mundo. Ricardo foi o segundo guarda redes com mais defesas durante a Copa, e foi considerado o 3° melhor guarda redes desse Mundial  somente ultrapassado pelo campeão Gianluigi Buffon. 
Com a saída de Luiz Felipe Scolari, e Carlos Queiroz escolhido para ser o novo técnico da Seleção Portuguesa, Ricardo perdeu a titularidade e até o fim da sua carreira não voltou a ser convocado.

## Títulos
- Taça de Portugal pelo Boavista 1996/1997
- Supertaça Nacional pelo Boavista 1996/1997
- Campeão Nacional pelo Boavista 2000/2001
- Finalista do Euro 2004
- Finalista da Taça UEFA pelo Sporting 2004/2005
- Taça de Portugal pelo Sporting 2006/2007

Outros
3° melhor guarda-redes  do Mundial 2006
7°melhor guarda-redes época  2005/2006
- 4º classificado no Campeonato do Mundo de 2006
- Semi-finalista na Taça UEFA pelo Boavista 2002/2003